# Флоримон дьо Леспар
Флоримон дьо Леспар (на френски: Florimont de Lesparre) е гасконски благородник, рицар, наемник и кръстоносец, участник в Стогодишната война, в похода на кипърския крал Петър I Лузинян срещу Александрия и похода на граф Амадей VI Савойски срещу България.

## Произход
Флоримон е син на Жана дьо Талейран-Перигор, дъщеря на граф Ели IX дьо Талейран. Негов чичо по майчина линия е Ели дьо Талейран-Перигор, един от най-влиятелните кардинали на папа Урбан V  в Авиньон, основен радетел за нов кръстоносен поход.
През 1364 г. след посещението на кипърския крал Петър I Лузинян в двора на графа на Аквитания - Едуард, наричан Черния принц, Флоримон дьо Леспар заминава за Родос и взима участие в кръстоносния поход срещу Александрия. След като се скарва с краля, през май 1366 г. Леспар, на чело на контингент от наемници се присъединява към кръстоносната армия на граф Амадей VI Савойски. Участва в превземането на Галиполи през август и превземането на Месемврия в България през октомври 1366г. През лятото на 1367 г.  се завръща в Кипърското кралство  и взима участие в кръстоносните рейдове срещу Триполи, Тартус и други крепости по крайбрежието на Сирия. След завръщането си в Европа, Леспар отново се присъединява към  армията на Черния Принц и взима участие в кампанията в Кастилия в корпуса командван от краля на Майорка -Хайме IV. През 1369 г. заедно с Жан III де Грайи, каптал на Буш участва в превземането на Лимож.
През  1377 г. на път за Англия Леспар е пленен от испански кораб и отведен в Бургос, където остава затворен две години. Последното споменаване н Леспар в  изворите е през април 1394 г. ,  когато отива в Англия начело на шестдесет конника по молба на крал Ричард II. Завещанието му е с дата 25 февруари 1393 г. и той умира при неизвестни обстоятелства без да остави наследници. Имението на Леспар преминава към сина на сестра му, Гийом-Амание дьо Мадайлан, след това към един от братовчедите му от семейство Леспар дьо ла Барде, който го продава на краля на Англия.